# Peter Teichner
Peter Teichner (né le 30 juin 1963 à Bratislava, en Tchécoslovaquie) est un mathématicien allemand et l'un des directeurs de l'Institut Max-Planck de mathématiques à Bonn. Ses principaux domaines de travail sont la topologie et la géométrie.

## Biographie
En 1988, Peter Teichner est diplômé de l'Université de Mayence avec un diplôme en mathématiques. Après avoir obtenu son diplôme, il travaille pendant un an au Canada, financé par le "Prix du gouvernement du Canada", à l'Université McMaster à Hamilton (Ontario). De 1989 à 1990, il est affilié à l'institut Max Planck de Mathématiques. De 1990 à 1992, il travaille à l'Université de Mayence en tant qu'assistant de recherche et, en 1992, il obtient son doctorat sous la direction de Matthias Kreck avec une thèse de doctorat intitulée Topological quatre-variétés avec groupe fondamental fini.
Avec une bourse Feodor Lynen de la Fondation Humboldt, il part à l'Université de Californie à San Diego de 1992 à 1995 et collabore avec Michael Freedman. En 1995, il travaille à l'Institut des hautes études scientifiques de Bures-sur-Yvette, France. De 1995 à 1996, il est de nouveau à l'Université de Mayence. De 1996 à 1997, il est à l'UC Berkeley en tant que chercheur Miller. À partir de 1996, il est professeur associé à l'UC San Diego et, en 1999, il est titularisé. Il reste à l'UC San Diego jusqu'en 2004 depuis lors, il est professeur titulaire à l'UC Berkeley, où il prend sa retraite en 2019. Il est directeur du Max Planck Institute for Mathematics à Bonn depuis 2008. Il en est également directeur général de 2011 à 2019.

## Travail académique
Les travaux de Peter Teichner se situent dans le domaine de la topologie, qui traite des propriétés qualitatives des objets géométriques.
Ses premières réalisations portent sur la classification des 4-variétés. Avec le médaillé Fields Michael Freedman, Peter Teichner contribue à la classification des 4-variétés dont le groupe fondamental ne croît que de manière sous-exponentielle.
Plus tard dans sa carrière, il étudie les théories euclidiennes et topologiques des champs. En particulier, dans un projet en cours, Peter Teichner et Stephan Stolz tentent d'affiner le terme mathématique de théorie quantique des champs de manière que les classes de déformation des théories quantiques des champs puissent être interprétées comme une propriété qualitative d'une variété. Plus précisément, ceux-ci devraient former une théorie de cohomologie. Le langage émergent devrait être suffisamment flexible pour formuler de nouvelles théories physiques, mais aussi si précis que des prédictions peuvent être faites sur l'impossibilité de certaines combinaisons d'espace-temps et de champs quantiques.